# Герои Социалистического Труда Киргизии
В настоящий список включены:

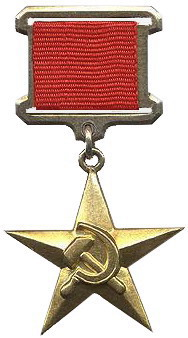
Золотая медаль «Серп и Молот»

- Герои Социалистического Труда (в том числе четверо дважды Героев), на момент присвоения звания проживавшие на территории современного Кыргызстана (в советское время — Киргизской ССР), — 282 человека;
- уроженцы Киргизии, удостоенные звания Героя Социалистического Труда в других регионах СССР, — 11 человек;
- Герои Социалистического Труда, прибывшие на постоянное проживание в Киргизию, — 11 человек.
- Лица, лишённые звания Героя Социалистического Труда, — 9 человек.

Вторая и третья части списка могут быть неполными из-за отсутствия данных о месте рождения и проживания ряда Героев.
В таблицах отображены фамилия, имя и отчество Героев, должность и место работы на момент присвоения звания, дата Указа Президиума Верховного Совета СССР, отрасль народного хозяйства, место рождения/проживания (знаком * выделены регионы, не относящиеся к Киргизии), а также ссылка на биографическую статью на сайте «Герои страны». Формат таблиц предусматривает возможность сортировки по указанным параметрам путём нажатия на стрелку в нужной графе.

## История
Впервые звание Героя Социалистического Труда в Киргизской ССР было присвоено Указом Президиума Верховного Совета СССР 26 марта 1948 года 41 колхознику за получение высоких урожаев пшеницы, хлопка и сахарной свёклы.
Подавляющее большинство Героев Социалистического Труда в Киргизии приходится на работников сельского хозяйства — 220 человек. Лёгкую промышленность представляют 8 человек; строительство и государственное управление — по 7; культуру — 5; атомную, машиностроительную, угольную промышленность, транспорт — по 4; металлургию и пищевую промышленность — по 3; геологию, связь, науку, образование, здравоохранение — по 2; энергетику, электропромышленность и промышленность промстройматериалов — по 1.

## Лица, удостоенные звания Героя Социалистического Труда в Киргизской ССР
| № | Фамилия, имя, отчество | Даты жизни              | Деятельность                                                                       | Дата присвоения       | Отрасль | Место рождения     | ГС       |
| - | ---------------------- | ----------------------- | ---------------------------------------------------------------------------------- | --------------------- | ------- | ------------------ | -------- |
| 1 | Акматов Таштанбек      | род. 09.1938            | Старший чабан колхоза имени XXII партсъезда Тонского района Иссык-Кульской области | 25.12.1976 20.06.1986 | сельхоз | Тонский район      | [ ГС 1 ] |
| 2 | Анаров Алля            | 1907 — 08.12.1979       | Звеньевой колхоза имени Молотова Араванского района Ошской области                 | 26.03.1948 28.04.1951 | сельхоз | Араванский район   | [ ГС 2 ] |
| 3 | Кайназарова Суракан    | 18.06.1902 — 04.06.1982 | Звеньевая колхоза «Дружба» Кагановичского района Фрунзенской области               | 26.03.1948 15.02.1957 | сельхоз | Сокулукский район  | [ ГС 3 ] |
| 4 | Таширов Хайтахун       | 15.03.1902 — 10.02.1963 | Председатель колхоза «Кызыл-Шарк» Кара-Суйского района Ошской области              | 20.03.1951 15.05.1957 | сельхоз | Кара-Сууский район | [ ГС 4 ] |

| №   | Фамилия, имя, отчество                 | Даты жизни              | Деятельность | Дата присвоения | Отрасль            | Место рождения                  | ГС         |
| --- | -------------------------------------- | ----------------------- | --- | --------------- | ------------------ | ------------------------------- | ---------- |
| 1   | Абакиров Мамут                         | 1912—2003               | Заведующий коневодческой фермой колхоза «Ленинчил-Жаш» Советского района Ошской области | 15.09.1948      | сельхоз            | Кара-Кульджинский район         | [ ГС 5 ]   |
| 2   | Абджалиев Пазыл                        | 1909—2002               | Звеньевой колхоза имени Кагановича Янги-Наукатского района Ошской области | 29.05.1950      | сельхоз            | Кызыл-Кия                       | [ ГС 6 ]   |
| 3   | Абдраев Кутубай                        | 1932 — 18.03.2014       | Старший чабан совхоза «Сон-Куль» Кочкорского района Нарынской области | 25.12.1976      | сельхоз            | Кочкорский район                | [ ГС 7 ]   |
| 4   | Абдраимов Апсамат                      | род. 1931               | Бригадир колхоза имени Кирова Кара-Суйского района Ошской области | 30.04.1966      | сельхоз            | Кара-Сууский район              | [ ГС 8 ]   |
| 5   | Абдраимов Кочкомбай                    | 1914—1992               | Заведующий коневодческой фермой колхоза «Алмалу-Булак» Ачинского района Джалал-Абадской области | 15.09.1948      | сельхоз            | Сузакский район                 | [ ГС 9 ]   |
| 6   | Абдраимов Кудайкул                     | 1917—1982               | Председатель колхоза имени Энгельса Базар-Курганского района Джалал-Абадской области | 16.10.1958      | сельхоз            | Базар-Коргонский район          | [ ГС 10 ]  |
| 7   | Абдраимов Матай                        | 1888—1954               | Звеньевой колхоза имени Сталина Ленинского района Джалал-Абадской области | 26.03.1948      | сельхоз            | Ноокенский район                | [ ГС 11 ]  |
| 8   | Абдувалиев Муса                        | 1929 — ????             | Бригадир проходчиков горных выработок шахты «Джин-Джиган» комбината «Киргизуголь» Министерства угольной промышленности СССР, Ошская область                                                                                  | 29.06.1966      | углепром           | Ноокатский район                | [ ГС 12 ]  |
| 9   | Абдукадыров Абдрашит                   | 1919—1978               | Председатель колхоза «Москва» Сузакского района Ошской области | 30.04.1966      | сельхоз            | Сузакский район                 | [ ГС 13 ]  |
| 10  | Абдукаримов Абдумавлян                 | 1922—2001               | Тракторист Сузакской МТС Джалал-Абадской области | 15.02.1957      | сельхоз            | Сузакский район                 | [ ГС 14 ]  |
| 11  | Абдулаев Курманкул                     | 1918 — ????             | Комбайнёр совхоза «Сухой хребет» Пржевальского района Иссык-Кульской области | 15.02.1957      | сельхоз            | Ак-Суйский район                | [ ГС 15 ]  |
| 12  | Абдылдаев Мамбет                       | 1924 — ????             | Старший чабан совхоза имени Токтогула Токтогульского района Ошской области | 08.04.1971      | сельхоз            | Токтогульский район             | [ ГС 16 ]  |
| 13  | Абдылдаева Расия                       | 1924 — 29.07.1998       | Чабан колхоза имени Ленина Куланакского района Тянь-Шанской области | 16.10.1958      | сельхоз            | Ак-Талинский район              | [ ГС 17 ]  |
| 14  | Абдыраимов Асаналы                     | 1906—1983               | Старший табунщик колхоза «Ак-Кия» Акталинского района Тянь-Шаньской области | 15.09.1948      | сельхоз            | Ак-Талинский район              | [ ГС 18 ]  |
| 15  | Абдышева Токтогул                      | 15.12.1923 — 03.10.2005 | Швея-мотористка Фрунзенской трикотажной фабрики Министерства лёгкой промышленности Киргизской ССР | 05.04.1971      | легпром            | Панфиловский район              | [ ГС 19 ]  |
| 16  | Аджикеев Эсенкан                       | 1924—1989               | Бригадир забойщиков рудоуправления № 11 Киргизского горнорудного комбината Министерства среднего машиностроения СССР, Киргизская ССР                                                                                         | 29.07.1966      | атомпром           | Жумгальский район               | [ ГС 20 ]  |
| 17  | Ажикулов Рысхул                        | 1899—1982               | Бригадир колхоза имени Карла Маркса Кара-Суйского района Ошской области | 30.04.1966      | сельхоз            | Кара-Сууский район              | [ ГС 21 ]  |
| 18  | Айдарбеков Курманкул                   | 1916—1974               | Бригадир колхоза «Алга» Кантского района Киргизской ССР | 31.12.1965      | сельхоз            | Ысык-Атинский район             | [ ГС 22 ]  |
| 19  | Айдаров Ташбай                         | 1919 — ????             | Старший чабан совхоза «Чаткал» Ала-Букинского района Ошской области | 08.04.1971      | сельхоз            | Чаткальский район               | [ ГС 23 ]  |
| 20  | Айтбаев Базылбек                       | 1926—1986               | Старший чабан колхоза «Бейшеке» Кировского района Киргизской ССР | 06.09.1973      | сельхоз            | Бакай-Атинский район            | [ ГС 24 ]  |
| 21  | Айтиев Гапар Айтиевич                  | 28.09.1912 — 16.12.1984 | Член-корреспондент Академии художеств СССР, народный художник СССР, гор. Фрунзе | 27.09.1982      | культура           | Кара-Сууский район              | [ ГС 25 ]  |
| 22  | Айткулова Айнек                        | 1919 — 27.02.2001       | Мастер швейной фабрики «40 лет Октября» Министерства лёгкой промышленности Киргизской ССР, гор. Фрунзе | 09.06.1966      | легпром            | Жайылский район                 | [ ГС 26 ]  |
| 23  | Айтматов Чингиз Торекулович            | 12.12.1928 — 10.06.2008 | Народный писатель Киргизской ССР, академик Академии наук Киргизской ССР | 31.07.1978      | культура           | Кара-Бууринский район           | [ ГС 27 ]  |
| 24  | Акназаров Корчубек                     | 01.08.1922 — 01.02.2019 | Первый секретарь Ак-Талинского районного комитета Компартии Киргизии | 22.03.1966      | госуправление      | Таласский район                 | [ ГС 28 ]  |
| 25  | Акчабаев Малик                         | 1932—2001               | Бригадир колхоза имени Калинина Ленинского район Ошской области | 12.04.1979      | сельхоз            | Ноокенский район                | [ ГС 29 ]  |
| 26  | Алиахунов Абдукадыр                    | 1902—1972               | Звеньевой колхоза «Кызыл-Шарк» Карасуйского района Ошской области | 20.03.1951      | сельхоз            | Кара-Сууский район              | [ ГС 30 ]  |
| 27  | Алибекова Карачач                      | 1894—1960               | Чабан колхоза «40 лет Октября» Петровского района Фрунзенской области | 16.10.1958      | сельхоз            | Московский район                | [ ГС 31 ]  |
| 28  | Алимбаев Пахнидин                      | 1892—1982               | Звеньевой колхоза имени Кагановича Янги-Наукатского района Ошской области | 29.05.1950      | сельхоз            | Ноокатский район                | [ ГС 32 ]  |
| 29  | Алимов Сали                            | 1900—1992               | Председатель колхоза имени Кирова Сузакского района Джалал-Абадской области | 15.02.1957      | сельхоз            | Сузакский район                 | [ ГС 33 ]  |
| 30  | Алымбеков Накайбек                     | 12.08.1934 — 2007       | Слесарь-инструментальщик Киргизского завода автомобильного машиностроения «Киргизавтомаш» Министерства автомобильной промышленности СССР, гор. Фрунзе                                                                        | 03.01.1974      | машиностроение     | Аламудунский район              | [ ГС 34 ]  |
| 31  | Амадалиев Маматкалык                   | 1926—1997               | Бригадир хлопководческой бригады колхоза имени Калинина Ленинского района Ошской области | 14.12.1972      | сельхоз            | Ноокенский район                | [ ГС 35 ]  |
| 32  | Аманбаев Алдаберген                    | 1927—1975               | Старший чабан колхоза «Россия» Кировского района Киргизской ССР | 08.04.1971      | сельхоз            | Кара-Бууринский район           | [ ГС 36 ]  |
| 33  | Аманбаев Толобек                       | 02.09.1939 — 27.12.2023 | Старший чабан колхоза «Россия» Кировского района Таласской области | 07.05.1991      | сельхоз            | Кара-Бууринский район           | [ ГС 37 ]  |
| 34  | Ананьев Константин Николаевич          | 14.07.1910 — 22.10.1981 | Начальник Управления радиорелейных магистралей и телевидения Министерства связи Киргизской ССР, гор. Фрунзе | 18.07.1966      | связь              | *Ульяновская область            | [ ГС 38 ]  |
| 35  | Анаров Хайитбай                        | 15.06.1904 — 31.01.1989 | Председатель колхоза имени Молотова Араванского района Ошской области | 15.02.1957      | сельхоз            | Араванский район                | [ ГС 39 ]  |
| 36  | Андабеков Ирназар                      | 1900—1957               | Старший табунщик колхоза «Партизан» Джанги-Джольского района Джалал-Абадской области | 15.09.1948      | сельхоз            | Аксыйский район                 | [ ГС 40 ]  |
| 37  | Асанбеков Толонбай                     | 1925—1998               | Заведующий коневодческой фермой колхоза «Кон-Орчек» Акталинского района Тянь-Шаньской области | 15.09.1948      | сельхоз            | Ак-Талинский район              | [ ГС 41 ]  |
| 38  | Асанов Джамантай                       | 1918—1997               | Звеньевой колхоза «Эркин-Тоо» Узгенского района Ошской области | 16.05.1949      | сельхоз            | Узгенский район                 | [ ГС 42 ]  |
| 39  | Атабаев Токтобай                       | 1933—2004               | Буровой мастер Улуутауской геологоразведочной партии Южно-Киргизской геологической экспедиции Министерства геологии Киргизской ССР                                                                                           | 04.07.1966      | геология           | Узгенский район                 | [ ГС 43 ]  |
| 40  | Атабекова Олмосхан                     | 1922—1987               | Председатель колхоза имени Фрунзе Базар-Курганского района Джалал-Абадской области | 15.02.1957      | сельхоз            | Базар-Коргонский район          | [ ГС 44 ]  |
| 41  | Атишев Боронбай                        | 1930 — 07.04.1984       | Бригадир колхоза «Россия» Наукатского района Ошской области | 30.04.1966      | сельхоз            | Кара-Сууский район              | [ ГС 45 ]  |
| 42  | Бабенко Потап Васильевич               | 1888—1951               | Председатель колхоза «За линию ЦК ВКП(б)» Панфиловского района Фрунзенской области | 26.03.1948      | сельхоз            | *Луганская область              | [ ГС 46 ]  |
| 43  | Базаров Ыймаш                          | 1918—1977               | Заведующий овцетоварной фермой колхоза имени Ленина Тонского района Иссык-Кульской области | 16.10.1958      | сельхоз            | Тонский район                   | [ ГС 47 ]  |
| 44  | Байсобаева Кулгакы                     | 14.09.1930 — 26.02.2007 | Мотальщица Фрунзенской хлопкопрядильной фабрики имени 50-летия СССР Министерства лёгкой промышленности Киргизской ССР | 04.03.1976      | легпром            | Таласский район                 | [ ГС 48 ]  |
| 45  | Бекмурзаев Кадыр                       | 1913—2001               | Председатель колхоза «Маданьят» Куршабского района Ошской области | 26.03.1948      | сельхоз            | Узгенский район                 | [ ГС 49 ]  |
| 46  | Бектембаев Ибраим                      | 1896—1978               | Скотник молочного племенного совхоза «Аламедин» Министерства совхозов СССР, Ворошиловский район Фрунзенской области | 27.07.1948      | сельхоз            | Аламудунский район              | [ ГС 50 ]  |
| 47  | Бирюков Пётр Филиппович                | 1912 — ????             | Бригадир тракторной бригады Краснореченской МТС Фрунзенской области | 19.05.1948      | сельхоз            | Чуйский район                   | [ ГС 51 ]  |
| 48  | Бочкарёва Аграфена Терентьевна         | 1902—1974               | Звеньевая колхоза «Гигант» Ворошиловского района Фрунзенской области | 16.05.1949      | сельхоз            | Аламудунский район              | [ ГС 52 ]  |
| 49  | Ванюков Семён Иванович                 | 24.05.1917 — 10.06.2006 | Командир самолёта Ан-2 Киргизского управления гражданской авиации Министерства гражданской авиации СССР, гор. Фрунзе | 15.06.1971      | транспорт          | *Марий Эл                       | [ ГС 53 ]  |
| 50  | Воробьёва Наталья Илларионовна         | 1910—1987               | Звеньевая колхоза имени Крупской Кагановичского района Фрунзенской области | 15.02.1957      | сельхоз            | Сокулукский район               | [ ГС 54 ]  |
| 51  | Гавсидинов Гиясидин                    | 1927—1978               | Бригадир колхоза «Кызыл-Шарк» Кара-Сууского района Ошской области | 20.03.1951      | сельхоз            | *Андижанская область            | [ ГС 55 ]  |
| 52  | Глазенко Матрёна Аксентьевна           | 1916—1990               | Телятница племзавода имени Ильича Кеминского района Киргизской ССР | 22.03.1966      | сельхоз            | *Житомирская область            | [ ГС 56 ]  |
| 53  | Гребещенко Дмитрий Николаевич          | 1905 — ????             | Бригадир колхоза имени Калинина Кировского района Таласской области | 29.05.1950      | сельхоз            | Кара-Бууринский район           | [ ГС 57 ]  |
| 54  | Гречухина Мария Яковлевна              | 1909 — ????             | Звеньевая колхоза имени Крупской Кагановичского района Фрунзенской области | 26.03.1948      | сельхоз            | Сокулукский район               | [ ГС 58 ]  |
| 55  | Джаныбаева Маруса                      | род. 1934               | Чабан колхоза «Кызыл-Джылдыз» Тогуз-Тороуского района Тянь-Шаньской области | 07.03.1960      | сельхоз            | Тогуз-Тороуский район           | [ ГС 59 ]  |
| 56  | Джаркымбаев Акмат                      | 1887—1982               | Старший чабан колхоза имени Ленина Ат-Башинского района Тянь-Шаньской области | 15.02.1957      | сельхоз            | Ат-Башинский район              | [ ГС 60 ]  |
| 57  | Джульбаев Рустам                       | 1914 — ????             | Бригадир навалоотбойщиков шахты № 4 рудоуправления «Сулюктауголь» треста «Киргизуголь» Министерства угольной промышленности СССР, Ошская область                                                                             | 26.04.1957      | углепром           | Лейлекский район                | [ ГС 61 ]  |
| 58  | Джумабаев Алахун                       | 16.02.1896 — 1976       | Бригадир колхоза «Кызыл-Шарк» Карасуйского района Ошской области | 20.03.1951      | сельхоз            | Кара-Сууский район              | [ ГС 62 ]  |
| 59  | Джумабаева Анакыз                      | род. 10.10.1929         | Бригадир колхоза имени Фрунзе Ленинского района Ошской области | 10.02.1975      | сельхоз            | Ноокенский район                | [ ГС 63 ]  |
| 60  | Джумадылова Мария                      | 1927 — 07.03.2010       | Звеньевая колхоза имени Куйбышева Покровского района Иссык-Кульской области | 15.02.1957      | сельхоз            | Иссык-Кульский район            | [ ГС 64 ]  |
| 61  | Джусмамбетов Кадыралы                  | 1882—1972               | Старший табунщик колхоза «Жениш» Акталинского района Тянь-Шаньской области | 29.07.1949      | сельхоз            | Ак-Талинский район              | [ ГС 65 ]  |
| 62  | Джусубалиев Балтабай                   | 1875—1965               | Старший табунщик колхоза «Дюрбельджин» Акталинского района Тянь-Шаньской области | 15.09.1948      | сельхоз            | Ак-Талинский район              | [ ГС 66 ]  |
| 63  | Джусупов Билал                         | 1925 — ????             | Чабан колхоза имени Сталина Кочкорского района Тянь-Шаньской области | 15.02.1957      | сельхоз            | Кочкорский район                | [ ГС 67 ]  |
| 64  | Довгаль Татьяна Андреевна              | род. 1937               | Доярка колхоза «1 Мая» Ак-Суйского района Иссык-Кульской области | 16.03.1981      | сельхоз            | Ак-Суйский район                | [ ГС 68 ]  |
| 65  | Долбаев Асанбек                        | 10.03.1928 — 1992       | Аппаратчик Рыбачинского мясокомбината Министерства мясной и молочной промышленности Киргизской ССР, Иссык-Кульская область                                                                                                   | 16.01.1974      | пищепром           | Кочкорский район                | [ ГС 69 ]  |
| 66  | Дорошенко Наталья Егоровна             | 24.07.1927 — 08.01.1995 | Звеньевая свеклосовхоза имени Фрунзе Министерства пищевой промышленности СССР, Кантский район Фрунзенской области | 08.05.1948      | сельхоз            | *Восточно-Казахстанская область | [ ГС 70 ]  |
| 67  | Досбергенов Тюлебек                    | 03.1906 — 15.12.2000    | Старший чабан племхоза «Джуан-Тюбе» Фрунзенской области | 15.02.1957      | сельхоз            | *Жамбылская область             | [ ГС 71 ]  |
| 68  | Дробитько Елена Алексеевна             | 1909—1995               | Звеньевая колхоза имени Калинина Кировского района Таласской области | 04.07.1949      | сельхоз            | *Ростовская область             | [ ГС 72 ]  |
| 69  | Дубинецкий Захар Васильевич            | 1893—1985               | Бригадир колхоза «Красный Восток» Калининского района Фрунзенской области | 26.03.1948      | сельхоз            | *Алтайский край                 | [ ГС 73 ]  |
| 70  | Дубинская (Лупина) Мария Фёдоровна     | 1926 — ????             | Звеньевая колхоза «Новая жизнь» Кагановичского района Фрунзенской области | 26.03.1948      | сельхоз            | *Костанайская область           | [ ГС 74 ]  |
| 71  | Дуйшеева Джамиля                       | 1919 — ????             | Комбайнёр Талды-Суйской МТС Иссык-Кульской области | 15.02.1957      | сельхоз            | Тюпский район                   | [ ГС 75 ]  |
| 72  | Еликбаев Аалы                          | 1905—1970               | Председатель колхоза имени Кирова Нарынского района Тянь-Шаньской области | 15.09.1948      | сельхоз            | Нарынский район                 | [ ГС 76 ]  |
| 73  | Жапышев Рысбай                         | род. 16.06.1933         | Старший чабан совхоза имени Ленина Алайского района Ошской области | 07.07.1986      | сельхоз            | Алайский район                  | [ ГС 77 ]  |
| 74  | Жунушов Касымбек                       | род. 1936               | Старший чабан совхоза «Чолпон» Кочкорского района Нарынской области | 08.04.1971      | сельхоз            | Кочкорский район                | [ ГС 78 ]  |
| 75  | Жусупов Эшенкул                        | 1915 — ????             | Председатель колхоза имени Калинина Ленинского района Джалал-Абадской области | 15.02.1957      | сельхоз            | Ноокенский район                | [ ГС 79 ]  |
| 76  | Захарьев Николай Ильич                 | 25.04.1902 — 1980       | Заведующий лабораторией растительных кормов Института ботаники Академии наук Киргизской ССР, академик Академии наук Киргизской ССР, гор. Фрунзе                                                                              | 13.03.1969      | наука              | *Орловская область              | [ ГС 80 ]  |
| 77  | Зинабатдинов Дилявер                   | 23.02.1933 — 12.09.1999 | Бригадир механизированной изоляционно-укладочной колонны строительного управления № 3 треста «Средазнефтегазстрой» Министерства строительства предприятий нефтяной и газовой промышленности СССР, гор. Фрунзе Киргизской ССР | 30.12.1973      | строительство      | *Крым                           | [ ГС 81 ]  |
| 78  | Зубков Дмитрий Петрович                | 1911—2006               | Старший агроном свеклосовхоза имени Фрунзе Министерства пищевой промышленности СССР, Кантский район Фрунзенской области | 08.05.1948      | сельхоз            | *Сумская область                | [ ГС 82 ]  |
| 79  | Иванченко Раиса Васильевна             | род. 15.02.1940         | Доярка совхоза имени Карла Маркса Аламединского района Киргизской ССР | 25.12.1976      | сельхоз            | *Полтавская область             | [ ГС 83 ]  |
| 80  | Ивашкевич Тимофей Фёдорович            | 15.09.1908 — 1977       | Председатель колхоза имени Калинина Панфиловского района Фрунзенской области | 15.02.1957      | сельхоз            | *Черкасская область             | [ ГС 84 ]  |
| 81  | Илипбаев Ишемби                        | 03.09.1928 — ????       | Старший чабан совхоза «Оргочор» Джети-Огузского района Иссык-Кульской области | 15.02.1957      | сельхоз            | Джети-Огузский район            | [ ГС 85 ]  |
| 82  | Иманов Капар                           | 1920—1995               | Первый секретарь Кантского райкома Компартии Киргизии, Фрунзенская область | 15.02.1957      | госуправление      | Кеминский район                 | [ ГС 86 ]  |
| 83  | Исаев Беделбай                         | 1911 — ????             | Председатель колхоза «Ленинчил-Жаш» Советского района Ошской области | 15.09.1948      | сельхоз            | Кара-Кульджинский район         | [ ГС 87 ]  |
| 84  | Исаев Шарше                            | род. 1938               | Старший чабан колхоза «Джаны-Талап» Тянь-Шаньского района Киргизской ССР | 22.03.1966      | сельхоз            | Нарынский район                 | [ ГС 88 ]  |
| 85  | Исаков Сра                             | 1926 — ????             | Старший чабан совхоза «Катта-Талдык» Кара-Сууского района Ошской области | 15.02.1957      | сельхоз            | Кара-Сууский район              | [ ГС 89 ]  |
| 86  | Исмаилов Татен                         | 1929—1976               | Старший чабан племзавода «Катта-Талдык» Кара-Суйского района Ошской области | 22.03.1966      | сельхоз            | *Туркестанская область          | [ ГС 90 ]  |
| 87  | Исмаилов Толесун                       | 1926—1984               | Чабан совхоза «Улахол» Балыкчинского района Иссык-Кульской области | 16.10.1958      | сельхоз            | Тонский район                   | [ ГС 91 ]  |
| 88  | Исмаилова Инахон                       | 1921—1985               | Звеньевая колхоза «Кызыл-Шарк» Карасуйского района Ошской области | 26.03.1948      | сельхоз            | Кара-Сууский район              | [ ГС 92 ]  |
| 89  | Кадыралиев Казакбай                    | 1881—1956               | Старший табунщик колхоза «Кызыл-Дыйкан» Атбашинского района Тянь-Шаньской области | 29.07.1949      | сельхоз            | Ат-Башинский район              | [ ГС 93 ]  |
| 90  | Кадыров Абдулхамит                     | 1930 — 06.12.2003       | Звеньевой колхоза имени Молотова Араванского района Ошской области | 15.02.1957      | сельхоз            | Араванский район                | [ ГС 94 ]  |
| 91  | Кадыров Касым                          | 20.02.1925 — 1994       | Шофёр Пржевальской грузовой автобазы Министерства автомобильного транспорта и шоссейных дорог Киргизской ССР | 05.10.1966      | транспорт          | Ак-Суйский район                | [ ГС 95 ]  |
| 92  | Казаков Абдуллажан                     | 1906—1976               | Бригадир колхоза имени Карла Маркса Ленинского района Джалал-Абадской области | 15.02.1957      | сельхоз            | Ноокенский район                | [ ГС 96 ]  |
| 93  | Кайназаров Тулвай                      | 1900 — ????             | Звеньевой колхоза «Эркин» Куршабского района Ошской области | 26.03.1948      | сельхоз            | Узгенский район                 | [ ГС 97 ]  |
| 94  | Кайыпов Осконбай                       | 1911 — 06.09.1987       | Председатель колхоза имени Карла Маркса Ленинского района Джалал-Абадской области | 15.02.1957      | сельхоз            | Майлуу-Суу                      | [ ГС 98 ]  |
| 95  | Кальдашев Юсуп Ахун                    | 1893 — 03.05.1991       | Бетонщик строительно-монтажного управления № 1 треста «Фрунзегорстрой» Министерства строительства Киргизской ССР, гор. Фрунзе                                                                                                | 09.08.1958      | строительство      | Жумгальский район               | [ ГС 99 ]  |
| 96  | Камалов Асам Камалович                 | 26.05.1929 — 17.11.1988 | Председатель колхоза «Победа» Таласского района Киргизской ССР | 08.04.1971      | сельхоз            | *Туркестанская область          | [ ГС 100 ] |
| 97  | Камчибеков Айты                        | 1915 — ????             | Звеньевой колхоза «Эркин» Куршабского района Ошской области | 26.03.1948      | сельхоз            | Узгенский район                 | [ ГС 101 ] |
| 98  | Каримов Джумалы                        | 1889—1950               | Заведующий коневодческой фермой колхоза «Мантыш» Чолпонского района Тянь-Шанской области | 15.09.1948      | сельхоз            | Кочкорский район                | [ ГС 102 ] |
| 99  | Каримов Иминжан                        | 1906—1978               | Звеньевой колхоза имени Ленина Ошского района Ошской области | 26.03.1948      | сельхоз            | Кара-Сууский район              | [ ГС 103 ] |
| 100 | Каримов Саит                           | 1896—1988               | Старший табунщик колхоза «Алмалу-Булак» Ачинского района Джалал-Абадской области | 29.07.1949      | сельхоз            | Сузакский район                 | [ ГС 104 ] |
| 101 | Карымшагов Абдыкадыр                   | 1895—1979               | Старший табунщик колхоза «Алмалу-Булак» Ачинского района Джалал-Абадской области | 15.09.1948      | сельхоз            | Сузакский район                 | [ ГС 105 ] |
| 102 | Касыбаев Алимбай                       | 1896—1955               | Звеньевой колхоза «Эркин-Тоо» Узгенского района Ошской области | 16.05.1949      | сельхоз            | Ак-Талинский район              | [ ГС 106 ] |
| 103 | Качкимбаев Санкул                      | 1927—2002               | Мастер Беловодского кирпичного завода Министерства промышленности строительных материалов Киргизской ССР | 28.07.1966      | промстройматериалы | Московский район                | [ ГС 107 ] |
| 104 | Кийизбаев Тообай                       | 1900 — 13.03.1989       | Старший табунщик колхоза «Беишеке» Кеминского района Фрунзенской области | 15.09.1948      | сельхоз            | Кеминский район                 | [ ГС 108 ] |
| 105 | Клименко Михаил Дмитриевич             | 1911 — ????             | Комбайнёр Тюпской МТС Иссык-Кульской области | 13.08.1951      | сельхоз            | Тюпский район                   | [ ГС 109 ] |
| 106 | Климчук Трофим Степанович              | 17.02.1899 — 1972       | Председатель колхоза имени Ленина Кантского района Киргизской ССР | 31.12.1965      | сельхоз            | *Брестская область              | [ ГС 110 ] |
| 107 | Кожобекова Суюмкан                     | 1913—2001               | Чабан колхоза имени Ленина Тонского района Иссык-Кульской области | 15.02.1957      | сельхоз            | Джети-Огузский район            | [ ГС 111 ] |
| 108 | Кожоканов Мукамбет                     | 1906—1967               | Скотник колхоза «Коммунизм» Нарынского района Тянь-Шаньской области | 15.02.1957      | сельхоз            | Нарынский район                 | [ ГС 112 ] |
| 109 | Козлов Иван Яковлевич                  | 1900—1989               | Бригадир колхоза «Прогресс» Сталинского района Фрунзенской области | 26.03.1948      | сельхоз            | *Полтавская область             | [ ГС 113 ] |
| 110 | Койчиев Мамбет                         | 1892 — 13.04.1974       | Старший табунщик колхоза «Кара-Ой» Куланакского района Тянь-Шаньской области | 15.09.1948      | сельхоз            | Ак-Талинский район              | [ ГС 114 ] |
| 111 | Койчуманов Апыш                        | 02.01.1923 — 04.07.1984 | Учитель Кызыл-Дыйканской средней школы, Ат-Башинский район Нарынской области | 27.06.1978      | образование        | Ат-Башинский район              | [ ГС 115 ] |
| 112 | Кокобаев Базаралы                      | 1935 — 10.12.2014       | Чабан колхоза «Манас» Будённовского района Фрунзенской области | 16.10.1958      | сельхоз            | Таласский район                 | [ ГС 116 ] |
| 113 | Конгайтиев Супай                       | 1885—1979               | Заведующий коневодческой фермой колхоза «Кара-Ой» Куланакского района Тянь-Шаньской области | 15.09.1948      | сельхоз            | Ак-Талинский район              | [ ГС 117 ] |
| 114 | Корнеева Александра Абрамовна          | 1921 — ????             | Звеньевая свеклосовхоза имени Фрунзе Министерства пищевой промышленности СССР, Кантский район Фрунзенской области | 08.05.1948      | сельхоз            | *Акмолинская область            | [ ГС 118 ] |
| 115 | Косивцева Надежда Алексеевна           | 1913—1986               | Звеньевая совхоза «Нижне-Чуйский» Министерства сельского хозяйства СССР, Кагановичский район Фрунзенской области | 10.07.1950      | сельхоз            | *Акмолинская область            | [ ГС 119 ] |
| 116 | Коханов Гений Алексеевич               | 10.10.1928 — ????       | Токарь Фрунзенского завода тяжёлого электромашиностроения «Тяжэлектромаш» Министерства электротехнической промышленности СССР, Киргизская ССР                                                                                | 20.04.1971      | электропром        | *Новосибирская область          | [ ГС 120 ] |
| 117 | Кочкарова Сарахон                      | 1928 — 20.10.2018       | Звеньевая колхоза «Шарк» Ошского района Ошской области | 26.03.1948      | сельхоз            | Кара-Сууский район              | [ ГС 121 ] |
| 118 | Кочкорбаев Изак                        | 1890 — 14.09.1965       | Председатель колхоза «Кенеш» Ивановского района Фрунзенской области | 15.02.1957      | сельхоз            | Аламудунский район              | [ ГС 122 ] |
| 119 | Кочубаев Тойчи Тагаевич                | 12.03.1922 — 26.09.1981 | Председатель колхоза имени Жданова Араванского района Ошской области | 30.04.1966      | сельхоз            | Араванский район                | [ ГС 123 ] |
| 120 | Кошоев Омурзак                         | 1890 — 07.08.1971       | Старший табунщик молочного племенного совхоза имени Ильича Министерства совхозов СССР, Фрунзенская область | 01.12.1949      | сельхоз            | Кеминский район                 | [ ГС 124 ] |
| 121 | Кретинин Иван Терентьевич              | род. 1931               | Бригадир проходчиков Кадамджайского рудника Южного горно-металлургического комбината имени Фрунзе Министерства цветной металлургии СССР, Ошская область                                                                      | 20.05.1966      | металлургия        | *Алтайский край                 | [ ГС 125 ] |
| 122 | Крикотин Степан Павлович               | 27.12.1910 — 09.04.1985 | Буровой мастер Хайдарканской геологоразведочной партии Управления геологии и охраны недр при Совете Министров Киргизской ССР                                                                                                 | 29.04.1963      | геология           | *Оренбургская область           | [ ГС 126 ] |
| 123 | Кулбаев Камбар                         | 1908—1986               | Старший табунщик колхоза «Киргиз-Гава» Ачинского района Джалал-Абадской области | 15.09.1948      | сельхоз            | Джалал-Абадская область         | [ ГС 127 ] |
| 124 | Кулматова Сатина                       | род. 27.11.1942         | Мотальщица Фрунзенской хлопкопрядильной фабрики имени 50-летия СССР Министерства лёгкой промышленности Киргизской ССР | 02.08.1983      | легпром            | Московский район                | [ ГС 128 ] |
| 125 | Кулов Бейшеналы                        | 1900 — 18.02.1978       | Старший табунщик колхоза «Путь к коммунизму» Кагановичского района Фрунзенской области | 15.09.1948      | сельхоз            | Сокулукский район               | [ ГС 129 ] |
| 126 | Кулумбаев Джусубалы                    | 1892—1978               | Старший чабан колхоза «Куланак» Куланакского района Тянь-Шаньской области | 15.09.1948      | сельхоз            | Нарынский район                 | [ ГС 130 ] |
| 127 | Курлиенко Анна Акимовна                | 1910 — ????             | Доярка Фрунзенской экспериментальной фермы Киргизского научно-исследовательского института животноводства | 16.10.1950      | сельхоз            | *Акмолинская область            | [ ГС 131 ] |
| 128 | Курманбаев Эмильбек                    | 1912—1984               | Старший табунщик колхоза «Маданият» Токтогульского района Джалал-Абадской области | 15.09.1948      | сельхоз            | Токтогульский район             | [ ГС 132 ] |
| 129 | Курманбеков Жумабек                    | 1929—1991               | Старший чабан совхоза «Ача-Каинды» Ат-Башинского района Киргизской ССР | 22.03.1966      | сельхоз            | Ат-Башинский район              | [ ГС 133 ] |
| 130 | Курманов Карыпбай                      | 1907—1995               | Председатель колхоза «Санташ» Чуйского района Киргизской ССР | 22.03.1966      | сельхоз            | Ысык-Атинский район             | [ ГС 134 ] |
| 131 | Кутукеев Кубатаалы                     | 1883—1982               | Заведующий коневодческой фермой колхоза «Ак-Кия» Акталинского района Тянь-Шаньской области | 15.09.1948      | сельхоз            | Ак-Талинский район              | [ ГС 135 ] |
| 132 | Кыпчаков Абдулла                       | 08.01.1918 — 2011       | Звеньевой колхоза имени Кагановича Янги-Наукатского района Ошской области | 29.05.1950      | сельхоз            | Ноокатский район                | [ ГС 136 ] |
| 133 | Лазарева (Колесниченко) Мария Павловна | 28.08.1928 — 27.01.1990 | Звеньевая совхоза «Нижне-Чуйский» Министерства сельского хозяйства СССР, Кагановичский район Фрунзенской области | 10.07.1950      | сельхоз            | *Одесская область               | [ ГС 137 ] |
| 134 | Левченко Николай Иванович              | 07.12.1913 — 19.05.1991 | Первый секретарь Кагановичского райкома Компартии Киргизии, Фрунзенская область | 15.02.1957      | госуправление      | Московский район                | [ ГС 138 ] |
| 135 | Лихолетов Георгий Антонович            | 17.04.1915 — ????       | Бригадир колхоза «Новая жизнь» Иссык-Кульского района Иссык-Кульской области | 08.04.1971      | сельхоз            | *Оренбургская область           | [ ГС 139 ] |
| 136 | Ложенко Пелагея Макаровна              | 1904—1988               | Бригадир молочного племенного совхоза «Аламедин» Министерства совхозов СССР, Ворошиловский район Фрунзенской области | 27.03.1948      | сельхоз            | *Восточно-Казахстанская область | [ ГС 140 ] |
| 137 | Лопухова Пелагея Васильевна            | 05.10.1918 — 12.07.2002 | Звеньевая колхоза имени Калинина Кировского района Таласской области | 29.05.1950      | сельхоз            | *Жамбылская область             | [ ГС 141 ] |
| 138 | Ляленко Константин Матвеевич           | 1907 — ????             | Бригадир колхоза «За линию ЦК ВКП(б)» Панфиловского района Фрунзенской области | 26.03.1948      | сельхоз            | *Харьковская область            | [ ГС 142 ] |
| 139 | Ляховенко Андрей Павлович              | 1895 — 30.11.1971       | Председатель колхоза «Гигант» Ворошиловского района Фрунзенской области | 26.03.1948      | сельхоз            | *Полтавская область             | [ ГС 143 ] |
| 140 | Маджакипов Таджимбай                   | 1906—1986               | Бригадир колхоза имени Кагановича Янги-Наукатского района Ошской области | 29.05.1950      | сельхоз            | Ноокатский район                | [ ГС 144 ] |
| 141 | Мадымаров Абдулла                      | 1919 — ????             | Звеньевой колхоза имени Будённого Мирза-Акинского района Ошской области | 26.03.1948      | сельхоз            | Узгенский район                 | [ ГС 145 ] |
| 142 | Маканов Орузбай                        | 1931—1983               | Форсунщик металлургического завода Хайдарканского ртутного комбината Министерства цветной металлургии СССР, Ошская область                                                                                                   | 30.03.1971      | металлургия        | Кадамжайский район              | [ ГС 146 ] |
| 143 | Макишев Усенбек                        | 15.05.1929 — ????       | Электросварщик завода сельскохозяйственного машиностроения имени М. В. Фрунзе Министерства тракторного и сельскохозяйственного машиностроения СССР, гор. Фрунзе                                                              | 05.04.1971      | машиностроение     | Жайылский район                 | [ ГС 147 ] |
| 144 | Маков Константин Николаевич            | 27.12.1905 — 17.04.1993 | Директор комбината № 11 Министерства среднего машиностроения СССР, гор. Кара-Балта Киргизской ССР | 07.03.1962      | атомпром           | *Пензенская область             | [ ГС 148 ] |
| 145 | Мамарасулов Сабыткул                   | 1911 — 25.05.1975       | Звеньевой колхоза имени Ленина Сузакского района Джалал-Абадской области | 26.03.1948      | сельхоз            | Сузакский район                 | [ ГС 149 ] |
| 146 | Мамасалиев Холдар                      | 11.1908 — 16.10.1976    | Звеньевой колхоза имени Сталина Ленинского района Джалал-Абадской области | 26.03.1948      | сельхоз            | Ноокенский район                | [ ГС 150 ] |
| 147 | Маматурдыев Аширали                    | 16.05.1899 — 1985       | Звеньевой колхоза «Кызыл-Шарк» Карасуйского района Ошской области | 20.03.1951      | сельхоз            | Кара-Сууский район              | [ ГС 151 ] |
| 148 | Мамбетакунов Орозакун                  | 05.10.1940 — 14.08.2024 | Старший чабан совхоза имени 50-летия СССР Ат-Башинского района Нарынской области | 06.09.1973      | сельхоз            | Ат-Башинский район              | [ ГС 152 ] |
| 149 | Мамбеталиев Асан                       | 16.04.1924 — 1989       | Шофёр Рыбачинского отделения «Автовнештранс», Киргизская ССР | 04.05.1971      | транспорт          | Иссык-Кульский район            | [ ГС 153 ] |
| 150 | Мамбеталиев Кокобай                    | 10.01.1913 — 16.06.1976 | Учитель Тала-Булакской восьмилетней школы Кочкорского района Киргизской ССР | 01.07.1968      | образование        | Кочкорский район                | [ ГС 154 ] |
| 151 | Мамбетов Мырзабек                      | 17.08.1929 — 14.02.2005 | Чабан совхоза «40 лет Октября» Таласского района Киргизской ССР | 10.03.1976      | сельхоз            | Таласский район                 | [ ГС 155 ] |
| 152 | Мамыров Аманкан                        | род. 1944               | Звеньевой совхоза «Кетмень-Тюбе» Токтогульского района Таласской области | 16.03.1981      | сельхоз            | Токтогульский район             | [ ГС 156 ] |
| 153 | Масаитов Атаджан                       | 23.03.1897 — 1972       | Звеньевой колхоза имени Нариманова Ошского района Ошской области | 26.03.1948      | сельхоз            | Кара-Сууский район              | [ ГС 157 ] |
| 154 | Матвиенко Дарья Антоновна              | 08.03.1910 — 1985       | Электросварщица завода сельскохозяйственного машиностроения имени Фрунзе совнархоза Киргизской ССР, гор. Фрунзе | 07.03.1960      | машиностроение     | *Курская область                | [ ГС 158 ] |
| 155 | Матиев Ажимат                          | 1905 — 26.08.1991       | Председатель колхоза «Алмалу-Булак» Ачинского района Джалал-Абадской области | 15.09.1948      | сельхоз            | Сузакский район                 | [ ГС 159 ] |
| 156 | Маханько Владимир Николаевич           | 07.11.1938 — 08.08.2012 | Колхозник колхоза имени XXI партсъезда Сокулукского района Киргизской ССР | 10.12.1973      | сельхоз            | *Красноярский край              | [ ГС 160 ] |
| 157 | Маширапова Тургун                      | род. 1928               | Бригадир хлопководческой бригады Киргизской опытной станции по хлопководству, Кара-Суйский район Ошской области | 14.12.1972      | сельхоз            | Кара-Сууский район              | [ ГС 161 ] |
| 158 | Мешков Николай Иосифович               | род. 1930               | Директор совхоза «Кызыл-Джар» Джаны-Джольского района Ошской области | 10.05.1988      | сельхоз            | *Воронежская область            | [ ГС 162 ] |
| 159 | Мирабдазизов Халил                     | 1914 — 20.09.1977       | Первый секретарь Ошского райкома Компартии Киргизии, Ошская область | 15.02.1957      | госуправление      | Бишкек                          | [ ГС 163 ] |
| 160 | Миррахимов Мирсаид Мирхамидович        | 27.03.1927 — 02.10.2008 | Руководитель Киргизского научно-исследовательского института кардиологии при Министерстве здравоохранения Киргизской ССР, член-корреспондент Академии медицинских наук СССР, гор. Фрунзе                                     | 26.03.1987      | наука              | Бишкек                          | [ ГС 164 ] |
| 161 | Миталипов Мийман                       | род. 1932               | Бригадир колхоза имени XXI партсъезда Фрунзенского района Ошской области | 30.04.1966      | сельхоз            | Кадамжайский район              | [ ГС 165 ] |
| 162 | Мойдунов Жумакадыр                     | род. 1938               | Звеньевой совхоза «Яссы» Узгенского района Ошской области | 10.05.1988      | сельхоз            | Узгенский район                 | [ ГС 166 ] |
| 163 | Молдобасанов Калый Молдобасанович      | 28.09.1929 — 29.05.2006 | Заведующий кафедрой Киргизского государственного института искусств имени Б. Бейшеналиевой, народный артист СССР, гор. Бишкек                                                                                                | 28.11.1991      | культура           | Ак-Талинский район              | [ ГС 167 ] |
| 164 | Момбеков Юсуп                          | 26.10.1926 — 14.09.1983 | Председатель колхоза имени Калинина Ленинского района Ошской области | 10.12.1973      | сельхоз            | Ноокенский район                | [ ГС 168 ] |
| 165 | Мох Григорий Иванович                  | 08.03.1909 — 1989       | Бригадир колхоза «Пятилетка в 4 года» Тюпского района Иссык-Кульской области | 06.04.1951      | сельхоз            | Тюпский район                   | [ ГС 169 ] |
| 166 | Мукашева Кайыр                         | род. 01.05.1938         | Старший чабан совхоза «Улахол» Тонского района Киргизской ССР | 22.03.1966      | сельхоз            | Тонский район                   | [ ГС 170 ] |
| 167 | Мундуспаева Джергал                    | род. 08.03.1935         | Доярка племзавода имени Стрельниковой Кантского района Киргизской ССР | 22.03.1966      | сельхоз            | Аламудунский район              | [ ГС 171 ] |
| 168 | Мурзакматов Акун                       | 1912—1996               | Чабан колхоза имени Ленина Джумгальского района Тянь-Шаньской области | 16.10.1958      | сельхоз            | Жумгальский район               | [ ГС 172 ] |
| 169 | Мусаев Тишивай                         | 10.01.1894 — 17.01.1990 | Полевод колхоза «Кызыл-Шарк» Карасуйского района Ошской области | 20.03.1951      | сельхоз            | Кара-Сууский район              | [ ГС 173 ] |
| 170 | Мусуралиева Бакый                      | 15.10.1922 — 1992       | Чабан колхоза имени Жданова Ак-Талинского района Тянь-Шаньской области | 16.10.1958      | сельхоз            | Ак-Талинский район              | [ ГС 174 ] |
| 171 | Мырзакулов Болтабай                    | род. 05.08.1928         | Старший чабан колхоза имени Ворошилова Кировского района Фрунзенской области | 15.02.1957      | сельхоз            | Кара-Бууринский район           | [ ГС 175 ] |
| 172 | Назаралиев Шаршен                      | 1915 — 11.10.1970       | Заведующий коневодством колхоза имени Энгельса Ачинского района Джалалабадской области | 29.07.1949      | сельхоз            | Бакай-Атинский район            | [ ГС 176 ] |
| 173 | Намазбеков Калыс                       | род. 09.05.1933         | Старший чабан колхоза «Коммунизм» Джеты-Огузского района Иссык-Кульской области | 08.04.1971      | сельхоз            | Джети-Огузский район            | [ ГС 177 ] |
| 174 | Нарынбеков Аскар                       | 20.02.1927 — 09.09.2001 | Тестовод Фрунзенского хлебокомбината Министерства пищевой промышленности Киргизской ССР | 21.07.1966      | пищепром           | Бишкек                          | [ ГС 178 ] |
| 175 | Нигрилов Даниил Андреевич              | 15.10.1908 — ????       | Бригадир колхоза имени Крупской Кагановичского района Фрунзенской области | 26.03.1948      | сельхоз            | Сокулукский район               | [ ГС 179 ] |
| 176 | Нишанов Сабирджан                      | 1904—1969               | Бригадир колхоза «Кызыл-Шарк» Карасуйского района Ошской области | 20.03.1951      | сельхоз            | Кара-Сууский район              | [ ГС 180 ] |
| 177 | Ногоева Саадат                         | 1921—1994               | Механик-водитель, бригадир колхоза имени Рахманжана Ленинского района Ошской области | 30.04.1966      | сельхоз            | Ноокенский район                | [ ГС 181 ] |
| 178 | Нураков Исак                           | 1903—1982               | Старший табунщик колхоза «Додомель» Тогуз-Тороузского района Джалал-Абадской области | 15.09.1948      | сельхоз            | Тогуз-Тороуский район           | [ ГС 182 ] |
| 179 | Нуржанов Акматбек                      | 1922 — 12.11.1987       | Председатель колхоза имени Ленина Таласского района Киргизской ССР | 08.04.1971      | сельхоз            | Таласский район                 | [ ГС 183 ] |
| 180 | Обливальный Павел Степанович           | 17.12.1904 — 21.02.1981 | Директор Петровской МТС Фрунзенской области | 15.02.1957      | сельхоз            | *Акмолинская область            | [ ГС 184 ] |
| 181 | Ормонова Гульбара                      | род. 1927               | Старший чабан совхоза «Алай» Алайского района Ошской области | 22.03.1966      | сельхоз            | Алайский район                  | [ ГС 185 ] |
| 182 | Осмонкулов Искендер                    | 15.08.1907 — 19.10.1992 | Старший чабан конезавода № 113 Таласского района Киргизской ССР | 22.03.1966      | сельхоз            | Таласский район                 | [ ГС 186 ] |
| 183 | Перенко Пётр Яковлевич                 | 07.11.1921 — 18.10.1976 | Бригадир тракторной бригады Кантской МТС Фрунзенской области | 15.02.1957      | сельхоз            | *Саратовская область            | [ ГС 187 ] |
| 184 | Петренко Леон Филиппович               | 1895—1952               | Крепильщик шахты № 6 треста «Средазшахтострой» Министерства строительства топливных предприятий СССР, гор. Сулюкта Ошской области                                                                                            | 28.08.1948      | строительство      | *Курская область                | [ ГС 188 ] |
| 185 | Пионт Денис Ефремович                  | 1903—1999               | Директор Сузакской МТС Джалал-Абадской области | 15.02.1957      | сельхоз            | Сузакский район                 | [ ГС 189 ] |
| 186 | Полотов Тойчи                          | 1907 — 07.01.1965       | Чабан совхоза «Катта-Талдык» Ошского района Ошской области | 16.10.1958      | сельхоз            | Кара-Сууский район              | [ ГС 190 ] |
| 187 | Полынцева Нина Фёдоровна               | 1928 — ????             | Звеньевая свеклосовхоза имени Фрунзе Министерства пищевой промышленности СССР, Кантский район Фрунзенской области | 08.05.1948      | сельхоз            | *Омская область                 | [ ГС 191 ] |
| 188 | Попова Ульяна Григорьевна              | 06.02.1911 — 1977       | Звеньевая колхоза «Красный Восток» Калининского района Фрунзенской области | 26.03.1948      | сельхоз            | *Саратовская область            | [ ГС 192 ] |
| 189 | Пошивайлов Никифор Макарович           | 14.01.1909 — 25.11.1958 | Бригадир колхоза имени Крупской Кагановичского района Фрунзенской области | 26.03.1948      | сельхоз            | *Карагандинская область         | [ ГС 193 ] |
| 190 | Приставкин Николай Яковлевич           | 29.03.1922 — 1993       | Председатель колхоза «Заря» Тюпского района Киргизской ССР | 22.03.1966      | сельхоз            | *Смоленская область             | [ ГС 194 ] |
| 191 | Приходько Мария Фёдоровна              | 27.02.1909 — 1993       | Звеньевая совхоза «Нижне-Чуйский» Министерства сельского хозяйства СССР, Кагановичский район Фрунзенской области | 10.07.1950      | сельхоз            | *Харьковская область            | [ ГС 195 ] |
| 192 | Раковец Степан Семёнович               | 1938 — 16.01.2000       | Механизатор Киргизской государственной зональной машиноиспытательной станции «Союзсельхозтехники», Кантский район | 10.12.1973      | сельхоз            | *Минская область                | [ ГС 196 ] |
| 193 | Рафикова Диларам                       | род. 08.03.1940         | Бригадир, механик-водитель колхоза имени Жданова Араванского района Ошской области | 08.04.1971      | сельхоз            | Араванский район                | [ ГС 197 ] |
| 194 | Репетун Нина Ивановна                  | 20.04.1927 — ????       | Звеньевая колхоза имени Энгельса Московского района Киргизской ССР | 31.12.1965      | сельхоз            | Московский район                | [ ГС 198 ] |
| 195 | Реуцкая Аграфена Павловна              | 1918 — ????             | Доярка совхоза имени Ильича Кеминского района Чуйской области | 15.02.1957      | сельхоз            | Ысык-Атинский район             | [ ГС 199 ] |
| 196 | Рогожин Михаил Петрович                | род. 16.06.1933         | Главный инженер опытного хозяйства Киргизской государственной зональной машиноиспытательной станции Кантского района Киргизской ССР                                                                                          | 10.05.1988      | сельхоз            | *Хакасия                        | [ ГС 200 ] |
| 197 | Рослова Александра Егоровна            | род. 05.08.1926         | Бригадир маляров строительно-монтажного управления № 2 строительно-монтажного треста № 2 Министерства строительства СССР, гор. Фрунзе                                                                                        | 12.05.1977      | строительство      | *Кемеровская область            | [ ГС 201 ] |
| 198 | Рысмамбетова Умуткер Калыевна          | 1932—2015               | Заведующая отделением районной больницы Тонского района Киргизской ССР | 04.02.1969      | здравоохранение    | Тонский район                   | [ ГС 202 ] |
| 199 | Рябко Клавдия Алексеевна               | 1918 — ????             | Звеньевая колхоза «Прогресс» Сталинского района Фрунзенской области | 26.03.1948      | сельхоз            | Московский район                | [ ГС 203 ] |
| 200 | Савкина Наталья Васильевна             | 1916 — ????             | Рабочая Фрунзенского мясоконсервного комбината Министерства мясной и молочной промышленности Киргизской ССР | 14.06.1966      | пищепром           | *Рязанская область              | [ ГС 204 ] |
| 201 | Сагинбаева Канышбек                    | 07.08.1937 — 31.12.2019 | Мастер Фрунзенской швейной фабрики «40 лет Октября» Министерства лёгкой промышленности Киргизской ССР | 02.07.1984      | легпром            | Иссык-Атинский район            | [ ГС 205 ] |
| 202 | Сагымбаева Телегей Алмамбетовна        | 08.06.1902 — 1980       | Старший чабан совхоза «Кочкорка» Тянь-Шаньской области | 15.02.1957      | сельхоз            | Кочкорский район                | [ ГС 206 ] |
| 203 | Садыков Ибайдулла                      | 19.11.1902 — 1978       | Председатель колхоза имени Калинина Ошского района Ошской области | 15.02.1957      | сельхоз            | Кара-Сууский район              | [ ГС 207 ] |
| 204 | Садыков Тургунбай                      | род. 04.11.1935         | Скульптор, председатель правления Фонда культуры Республики Кыргызстан, народный художник СССР, гор. Бишкек | 28.11.1991      | культура           | Баткенский район                | [ ГС 208 ] |
| 205 | Садыкова Сыйнат Умаровна               | 1917—1976               | Председатель Кировского райисполкома Фрунзенской области | 15.02.1957      | госуправление      | Кара-Бууринский район           | [ ГС 209 ] |
| 206 | Санжаров Шарап                         | род. 1932               | Старший чабан совхоза «Алга» Узгенского района Ошской области | 22.03.1966      | сельхоз            | Узгенский район                 | [ ГС 210 ] |
| 207 | Сармашаев Айдар                        | 10.08.1924 — ????       | Монтёр Токмакской дистанции пути Алма-Атинской железной дороги, Киргизская ССР | 04.05.1971      | транспорт          | Тонский район                   | [ ГС 211 ] |
| 208 | Сартбаев Ракматалы                     | род. 1934               | Старший чабан колхоза «Чаек» Джумгальского района Тянь-Шаньской области | 15.02.1957      | сельхоз            | Жумгальский район               | [ ГС 212 ] |
| 209 | Сатыбалдиев Алтымыш                    | 1900 — ????             | Забойщик шахты «Джал» комбината «Средазуголь» Министерства угольной промышленности восточных районов СССР, гор. Кызыл-Кия Ошской области                                                                                     | 28.08.1948      | углепром           | Ноокатский район                | [ ГС 213 ] |
| 210 | Сатыбалдиев Нарманбет                  | 1881 — 24.07.1974       | Старший табунщик колхоза «Май» Куланакского района Тянь-Шаньской области | 29.07.1949      | сельхоз            | Ак-Талинский район              | [ ГС 214 ] |
| 211 | Сахибова Санавбар                      | 02.06.1928 — 1983       | Звеньевая колхоза имени Калинина Ошского района Ошской области | 26.03.1948      | сельхоз            | Кара-Сууский район              | [ ГС 215 ] |
| 212 | Саякбаев Макиш                         | 1936 — 10.01.1999       | Старший чабан совхоза «Улахол» Тонского района Иссык-Кульской области | 08.04.1971      | сельхоз            | Тонский район                   | [ ГС 216 ] |
| 213 | Сейтбекова Асылбубу                    | 20.03.1917 — 1966       | Скотница колхоза имени Сталина Ат-Башинского района Тянь-Шаньской области | 15.02.1957      | сельхоз            | Ат-Башинский район              | [ ГС 217 ] |
| 214 | Семенистова Анна Яковлевна             | 1907 — ????             | Звеньевая колхоза «Гигант» Ворошиловского района Фрунзенской области | 26.03.1948      | сельхоз            | Аламудунский район              | [ ГС 218 ] |
| 215 | Сенирбаев Турдукул                     | 1898 — 10.03.1978       | Председатель колхоза имени Панфилова Петровского района Фрунзенской области | 15.02.1957      | сельхоз            | Жайылский район                 | [ ГС 219 ] |
| 216 | Серый Зосим Львович                    | 30.11.1916 — 09.02.1977 | Начальник управления строительства «Нарынгидроэнергострой» Министерства энергетики и электрификации СССР, Ошская область | 18.03.1976      | энергетика         | *Одесская область               | [ ГС 220 ] |
| 217 | Сидоров Виктор Иванович                | 16.01.1930 — 01.01.2009 | Бригадир забойщиков Киргизского горнорудного комбината Министерства среднего машиностроения СССР, гор. Кара-Балта Киргизской ССР                                                                                             | 26.04.1971      | атомпром           | *Ульяновская область            | [ ГС 221 ] |
| 218 | Скворцова Матрёна Ермолаевна           | 25.03.1898 — ????       | Звеньевая колхоза «Красный Восток» Калининского района Фрунзенской области | 26.03.1948      | сельхоз            | Жайылский район                 | [ ГС 222 ] |
| 219 | Слинько (Базавлюк) Евдокия Сергеевна   | 1923 — ????             | Звеньевая колхоза «Новая жизнь» Кагановичского района Фрунзенской области | 26.03.1948      | сельхоз            | *Северо-Казахстанская область   | [ ГС 223 ] |
| 220 | Слюсарев Василий Яковлевич             | 03.03.1912 — 2001       | Бригадир слесарей завода сельскохозяйственного машиностроения имени М. В. Фрунзе Министерства тракторного и сельскохозяйственного машиностроения СССР, гор. Фрунзе                                                           | 05.08.1966      | машиностроение     | Бишкек                          | [ ГС 224 ] |
| 221 | Слюсаренко Пётр Тимофеевич             | 10.07.1928 — 21.01.2002 | Бригадир монтажников Ленинской передвижной механизированной колонны треста «Ошоблсельстрой» Министерства сельского строительства Киргизской ССР, Ошская область                                                              | 07.05.1971      | строительство      | *Киевская область               | [ ГС 225 ] |
| 222 | Смирнов Михаил Яковлевич               | 30.11.1917 — 30.07.1978 | Председатель колхоза «Новый путь» Иссык-Кульского района Иссык-Кульской области | 15.02.1957      | сельхоз            | Иссык-Кульский район            | [ ГС 226 ] |
| 223 | Сотникова Анисья Марковна              | 1911 — ????             | Звеньевая совхоза «Нижне-Чуйский» Министерства сельского хозяйства СССР, Кагановичский район Фрунзенской области | 10.07.1950      | сельхоз            | *Алтайский край                 | [ ГС 227 ] |
| 224 | Стрельникова Федосия Афанасьевна       | 27.08.1900 — 23.03.1957 | Директор племенного совхоза «Аламедин» Ворошиловского района Фрунзенской области | 15.02.1957      | сельхоз            | *Акмолинская область            | [ ГС 228 ] |
| 225 | Суеркулов Шамшидин Суеркулович         | 05.12.1929 — 30.05.1992 | Заведующий отделением Ленинской районной больницы Ошской области Киргизской ССР | 23.10.1978      | здравоохранение    | Ноокенский район                | [ ГС 229 ] |
| 226 | Сулайманова Кульсара                   | 01.01.1930 — 12.06.2025 | Звеньевая колхоза имени Панфилова Калининского района Киргизской ССР | 31.12.1965      | сельхоз            | Жайылский район                 | [ ГС 230 ] |
| 227 | Сулейманов Турсунали                   | 1897 — 15.09.1971       | Председатель колхоза имени Андреева Ошского района Ошской области | 15.02.1957      | сельхоз            | Кара-Сууский район              | [ ГС 231 ] |
| 228 | Султанов Кадырмат                      | 1905 — 08.1957          | Первый секретарь Ленинского райкома Компартии Киргизии, Джалал-Абадская область | 15.02.1957      | госуправление      | Алайский район                  | [ ГС 232 ] |
| 229 | Султанов Камал                         | 1911 — ????             | Бригадир колхоза «Коммунизм» Ленинского района Ошской области | 08.04.1971      | сельхоз            | Ноокенский район                | [ ГС 233 ] |
| 230 | Сунчалиева Алия Абдуллаевна            | 12.08.1926 — 04.2016    | Ткачиха Ошского шёлкового комбината имени ВЛКСМ Министерства лёгкой промышленности Киргизской ССР | 05.04.1971      | легпром            | *Саратовская область            | [ ГС 234 ] |
| 231 | Сыдыков Шарип                          | 1926 — ????             | Старший чабан совхоза «Коммунизм» Кочкорского района Киргизской ССР | 22.03.1966      | сельхоз            | Кочкорский район                | [ ГС 235 ] |
| 232 | Сыдыкова Мукен                         | род. 1933               | Швея-мотористка Фрунзенского производственного швейного объединения «1 Мая» Министерства лёгкой промышленности Киргизской ССР                                                                                                | 17.03.1981      | легпром            | Иссык-Кульская область          | [ ГС 236 ] |
| 233 | Сычугов Андрей Григорьевич             | 15.11.1912 — 1975       | Бригадир Фрунзенской экспериментальной фермы Киргизского научно-исследовательского института животноводства | 16.10.1950      | сельхоз            | *Акмолинская область            | [ ГС 237 ] |
| 234 | Тазабеков Мамбетсалы                   | 1896—1955               | Старший табунщик колхоза имени Энгельса Будённовского района Таласской области | 29.07.1949      | сельхоз            | Таласский район                 | [ ГС 238 ] |
| 235 | Таракчиев Акун                         | 1903—1992               | Председатель колхоза «Киргиз-Гава» Ачинского района Джалал-Абадской области | 15.09.1948      | сельхоз            | Базар-Коргонский район          | [ ГС 239 ] |
| 236 | Темирова Асипа                         | 1909—1981               | Старший чабан совхоза «Кочкорка» Кочкорского района Тянь-Шаньской области | 15.02.1957      | сельхоз            | Кочкорский район                | [ ГС 240 ] |
| 237 | Тешебаев Гапар                         | 1928 — ????             | Бригадир колхоза имени Салиевой Наукатского района Ошской области | 08.04.1971      | сельхоз            | Ноокатский район                | [ ГС 241 ] |
| 238 | Тешебаев Файзула                       | 1925—2016               | Звеньевой колхоза «Кызыл-Байрак» Сузакского района Джалал-Абадской области | 26.03.1948      | сельхоз            | Сузакский район                 | [ ГС 242 ] |
| 239 | Тимковский Меер Иосифович              | 18.02.1909 — 03.09.1983 | Директор свеклосовхоза имени Фрунзе Министерства пищевой промышленности СССР, Кантский район Фрунзенской области | 08.05.1948      | сельхоз            | *Кировоградская область         | [ ГС 243 ] |
| 240 | Титов Фёдор Степанович                 | 1913 — 27.07.1962       | Бригадир совхоза «Аламедин» Министерства совхозов СССР, Ворошиловский район Фрунзенской области | 16.10.1953      | сельхоз            | *Воронежская область            | [ ГС 244 ] |
| 241 | Тишеев Сайдулла                        | 1925 — 06.07.1985       | Плавильщик Кадамжайского металлургического завода Южного горно-металлургического комбината имени Фрунзе Киргизского совнархоза, Ошская область                                                                               | 28.05.1960      | металлургия        | Кадамжайский район              | [ ГС 245 ] |
| 242 | Тойгонбаев Абдувал                     | род. 1931               | Бригадир колхоза имени Тельмана Наукатского района Ошской области | 10.12.1973      | сельхоз            | Ошская область                  | [ ГС 246 ] |
| 243 | Токолдошев Касымалы                    | 04.03.1918 — 29.09.1978 | Почтальон Калининского узла связи Министерства связи Киргизской ССР | 04.05.1971      | связь              | Жайылский район                 | [ ГС 247 ] |
| 244 | Токомбаев Аалы                         | 07.11.1904 — 18.06.1988 | Поэт и писатель, академик Академии наук Киргизской ССР, народный поэт Киргизской ССР, гор. Фрунзе | 27.09.1974      | культура           | Кеминский район                 | [ ГС 248 ] |
| 245 | Тоокеев Ормоке                         | 1886 — 28.07.1972       | Старший табунщик колхоза «Осоавиахим» Акталинского района Тянь-Шаньской области | 29.07.1949      | сельхоз            | Ак-Талинский район              | [ ГС 249 ] |
| 246 | Тургунов Юлдашбай                      | 1901—1978               | Бригадир колхоза «Кызыл-Шарк» Карасуйского района Ошской области | 26.03.1948      | сельхоз            | Кара-Суйский район              | [ ГС 250 ] |
| 247 | Турдубаева Бурулбубу                   | род. 1931               | Старший чабан колхоза «Бирдик» Ак-Талинского района Киргизской ССР | 22.03.1966      | сельхоз            | Тогуз-Тороуский район           | [ ГС 251 ] |
| 248 | Турдуев Келдибай                       | 10.03.1940 — 20.11.2020 | Бригадир совхоза «Кок-Джар» Наукатского района Ошской области | 07.05.1991      | сельхоз            | Ноокатский район                | [ ГС 252 ] |
| 249 | Турдуев Султаназар                     | 1924 — ????             | Звеньевой колхоза «Эркин-Тоо» Узгенского района Ошской области | 16.05.1949      | сельхоз            | Узгенский район                 | [ ГС 253 ] |
| 250 | Тынаев Джамак Мамбетович               | род. 1933               | Старший чабан Оргочорской опытной станции по овцеводству Джеты-Огузского района Иссык-Кульской области | 16.03.1981      | сельхоз            | Джеты-Огузский район            | [ ГС 254 ] |
| 251 | Тюлебердиев Океш                       | 1904 — 05.03.1972       | Председатель колхоза «Джаны-Джылдыз» Пржевальского района Иссык-Кульской области | 15.02.1957      | сельхоз            | Тонский район                   | [ ГС 255 ] |
| 252 | Тюменов Намазалы                       | 15.12.1927 — ????       | Бригадир плотников Балыкчинского строительно-монтажного управления треста «Чуйпромстрой» Министерства строительства Киргизской ССР                                                                                           | 07.05.1971      | строительство      | Тонский район                   | [ ГС 256 ] |
| 253 | Узденова Мариям                        | 1929—2013               | Доярка колхоза имени Ленина Сузакского района Ошской области | 22.03.1966      | сельхоз            | *Кабардино-Балкария             | [ ГС 257 ] |
| 254 | Улизко Василий Иванович                | 1920—1980               | Председатель колхоза «Талас» Кировского района Киргизской ССР | 22.03.1966      | сельхоз            | *Донецкая область               | [ ГС 258 ] |
| 255 | Умарова Махбубу                        | 15.06.1930 — 21.01.2005 | Звеньевая колхоза имени Жданова Араванского района Ошской области | 07.03.1960      | сельхоз            | Араванский район                | [ ГС 259 ] |
| 256 | Хоружева Анна Яковлевна                | 1919 — ????             | Доярка Фрунзенской экспериментальной фермы Киргизского научно-исследовательского института животноводства | 16.10.1950      | сельхоз            | *Челябинская область            | [ ГС 260 ] |
| 257 | Худайбердиев Ахмадали                  | 10.04.1920 — 1985       | Бригадир колхоза «Комсомол» Ленинского района Ошской области | 08.04.1971      | сельхоз            | Базар-Коргонский район          | [ ГС 261 ] |
| 258 | Чеплаков Гаврила Тихонович             | 1913 — ????             | Бригадир проходчиков комбината № 11 Министерства среднего машиностроения СССР, гор. Кара-Балта Киргизской ССР | 07.03.1962      | атомпром           | *Алтайский край                 | [ ГС 262 ] |
| 259 | Чернецова Акулина Фоминична            | 1902 — ????             | Звеньевая колхоза «Гигант» Ворошиловского района Фрунзенской области | 26.03.1948      | сельхоз            | Аламудунский район              | [ ГС 263 ] |
| 260 | Чернышёв Евгений Фёдорович             | 26.04.1929 — ????       | Бригадир комплексной бригады Кызыл-Кийского шахтостроительного управления треста «Киргизшахтострой», Киргизская ССР | 11.08.1966      | строительство      | *Ферганская область             | [ ГС 264 ] |
| 261 | Чмырь Пётр Яковлевич                   | 18.11.1925 — 17.09.1976 | Бригадир Киргизской опытно-селекционной станции по сахарной свёкле, Сокулукский район Киргизской ССР | 08.04.1971      | сельхоз            | *Восточно-Казахстанская область | [ ГС 265 ] |
| 262 | Чыныбаев Кудайберген                   | 10.05.1930 — 02.1997    | Проходчик горных выработок шахты «Северная» рудоуправления «Таш-Кумыр» комбината «Средазуголь» Министерства угольной промышленности СССР, Ошская область                                                                     | 30.03.1971      | углепром           | Токтогульский район             | [ ГС 266 ] |
| 263 | Шевченко (Кругликова) Анна Николаевна  | 1923 — ????             | Звеньевая совхоза «Нижне-Чуйский» Министерства сельского хозяйства СССР, Кагановичский район Фрунзенской области | 10.07.1950      | сельхоз            | Московский район                | [ ГС 267 ] |
| 264 | Шералиев Жоро                          | 08.1916 — 19.06.2017    | Бригадир совхоза «Кызыл-Джар» Ленинского района Ошской области | 10.12.1973      | сельхоз            | Лейлекский район                | [ ГС 268 ] |
| 265 | Шеркулов Асан                          | 1905—1954               | Председатель колхоза имени Чкалова Ачинского района Джалал-Абадской области | 15.09.1948      | сельхоз            | Базар-Коргонский район          | [ ГС 269 ] |
| 266 | Шмелёв Михаил Петрович                 | 22.11.1900 — 1976       | Старший механик свеклосовхоза имени Фрунзе Министерства пищевой промышленности СССР, Кантский район Киргизской ССР | 08.05.1948      | сельхоз            | Бишкек                          | [ ГС 270 ] |
| 267 | Шопокова Керимбюбю                     | 19.12.1917 — 23.12.2013 | Звеньевая колхоза имени Шопокова Кагановичского района Фрунзенской области | 15.02.1957      | сельхоз            | Сокулукский район               | [ ГС 271 ] |
| 268 | Штумм Эльза Ивановна                   | род. 24.04.1932         | Доярка колхоза «Мин-Булак» Таласского района Таласской области | 07.03.1960      | сельхоз            | Бакай-Атинский район            | [ ГС 272 ] |
| 269 | Щербакова Анастасия Константиновна     | 1914 — ????             | Звеньевая колхоза «Гигант» Ворошиловского района Фрунзенской области | 26.03.1948      | сельхоз            | Аламудунский район              | [ ГС 273 ] |
| 270 | Эркинбаев Токтоналы                    | 1885—1976               | Старший табунщик колхоза «Куланак» Куланакского района Тянь-Шаньской области | 15.09.1948      | сельхоз            | Нарынский район                 | [ ГС 274 ] |
| 271 | Эрматова Таджихан                      | 1940 — 29.04.1988       | Звеньевая колхоза имени Молотова Араванского района Ошской области | 15.02.1957      | сельхоз            | Араванский район                | [ ГС 275 ] |
| 272 | Эшенова Салый                          | 10.06.1921 — ????       | Мастер-швея Пржевальской швейной фабрики совнархоза Киргизской ССР | 07.03.1960      | легпром            | Джети-Огузский район            | [ ГС 276 ] |
| 273 | Юматова Анна Тихоновна                 | 15.09.1924 — 18.10.1988 | Председатель колхоза «Коммунизм» Джеты-Огузского района Киргизской ССР | 22.03.1966      | сельхоз            | Тюпский район                   | [ ГС 277 ] |
| 274 | Юнусалиев Кушназар                     | 1910 — ????             | Председатель Ленинского райисполкома Джалал-Абадской области | 15.02.1957      | госуправление      | Ноокенский район                | [ ГС 278 ] |
| 275 | Юнусов Топчубай                        | 1905—1982               | Председатель колхоза имени Хрущёва Ошского района Ошской области | 15.02.1957      | сельхоз            | Кара-Сууский район              | [ ГС 279 ] |
| 276 | Юрченко Александра Алексеевна          | 26.12.1909 — ????       | Звеньевая колхоза «За линию ЦК ВКП(б)» Панфиловского района Фрунзенской области | 26.03.1948      | сельхоз            | Панфиловский район              | [ ГС 280 ] |
| 277 | Юсупов Рысбек                          | 20.06.1948 — 17.07.2021 | Оператор машинного доения Киргизской опытно-селекционной станции по растениеводству Сокулукского района Чуйской области | 07.05.1991      | сельхоз            | *Жамбылская область             | [ ГС 281 ] |
| 278 | Юсупова Санталатхан                    | 05.07.1929 — 11.05.2003 | Механик-водитель, бригадир колхоза имени XXII партсъезда Араванского района Ошской области | 30.04.1966      | сельхоз            | Араванский район                | [ ГС 282 ] |

## Уроженцы Киргизии, удостоенные звания Героя Социалистического Труда в других регионах СССР
| №  | Фамилия, имя, отчество       | Даты жизни              | Деятельность | Дата присвоения | Отрасль        | Район рождения       | ГС        |
| -- | ---------------------------- | ----------------------- | --- | --------------- | -------------- | -------------------- | --------- |
| 1  | Каримова Саима Сафиевна      | 31.10.1926 — 02.01.2013 | Главный геолог Южно-Якутской геологоразведочной экспедиции Якутского геологического управления Министерства геологии РСФСР                                          | 10.03.1976      | геология       | Бишкек               | [ ГС 1 ]  |
| 2  | Кашин Дмитрий Васильевич     | 14.07.1926 — 01.03.2013 | Слесарь-сборщик Алма-Атинского машиностроительного завода имени С. М. Кирова Министерства судостроительной промышленности СССР                                      | 26.04.1971      | машиностроение | Ак-Суйский район     | [ ГС 2 ]  |
| 3  | Кульчев Виктор Михайлович    | 08.10.1921 — 07.07.1997 | Главный технолог Южного машиностроительного завода Министерства общего машиностроения СССР, гор. Днепропетровск                                                     | 23.07.1969      | машиностроение | Ош                   | [ ГС 3 ]  |
| 4  | Мусаев Садык                 | 13.11.1909 — 04.09.1977 | Первый секретарь Янги-Юльского райкома Компартии Узбекистана, Ташкентская область                                                                                   | 11.01.1957      | госуправление  | Ош                   | [ ГС 4 ]  |
| 5  | Рахматулин Халил Ахмедович   | 23.04.1909 — 10.01.1988 | Заведующий кафедрой газовой и волновой динамики Московского государственного университета имени М. В. Ломоносова, академик Академии наук Узбекской ССР, гор. Москва | 23.04.1979      | наука          | Токмак               | [ ГС 5 ]  |
| 6  | Сивец Виктор Николаевич      | 04.05.1919 — 09.12.1984 | Директор Ташкентского авиационного завода имени В. П. Чкалова Министерства авиационной промышленности СССР                                                          | 26.04.1971      | машиностроение | Каракол              | [ ГС 6 ]  |
| 7  | Тишуров Вячеслав Алексеевич  | 08.02.1943 — 02.02.2025 | Бригадир буровой бригады Приаргунского горно-химического комбината Министерства среднего машиностроения СССР, Читинская область                                     | 28.11.1980      | атомпром       | Бишкек               | [ ГС 7 ]  |
| 8  | Токтобаев Азиз               | 1911—1993               | Секретарь районного комитета Компартии (большевиков) Узбекистана Янги-Юльского района Ташкентской области                                                           | 18.05.1949      | госуправление  | Ошская область       |           |
| 9  | Чаплыгин Дмитрий Харитонович | 23.10.1918 — 24.11.1999 | Командир 13-й ракетной Ясненской дивизии 31-й ракетной армии Ракетных войск стратегического назначения СССР, генерал-майор                                          | 29.08.1969      | минобороны     | Бишкек               | [ ГС 8 ]  |
| 10 | Шоманова Жезбала             | 20.03.1924 — 03.12.2008 | Звеньевая свекловодческого колхоза Бель-Басар Чуйского района Джамбулской области                                                                                   | 28.03.1948      | сельхоз        | Чуйская область      | [ ГС 9 ]  |
| 11 | Юнусова Патыш                | 1898 — ????             | Звеньевая колхоза «Октябрь» Джамбулского района Джамбулской области                                                                                                 | 28.03.1948      | сельхоз        | Бакай-Атинский район | [ ГС 10 ] |

## Герои Социалистического Труда, прибывшие в Киргизию на постоянное проживание из других регионов
| №  | Фамилия, имя, отчество      | Даты жизни              | Деятельность | Дата присвоения | Отрасль  | Место проживания   | ГС        |
| -- | --------------------------- | ----------------------- | --- | --------------- | -------- | ------------------ | --------- |
| 1  | Алемский Николай Иванович   | 1914—1987               | Бригадир тракторной бригады Красногорской МТС Джамбулской области                                                             | 28.03.1948      | сельхоз  |                    | [ ГС 1 ]  |
| 2  | Бевзюк Василий Иосифович    | 1930 — ????             | Старший производитель работ треста «Средазнефтегазстрой» Министерства газовой промышленности СССР, гор. Ташкент               | 01.07.1966      | газпром  | Бишкек             | [ ГС 2 ]  |
| 3  | Каданцев Иван Иванович      | 1913 — ????             | Управляющий отделением зернового совхоза «Галля-Арал» Министерства совхозов СССР, Галля-Аральский район Самаркандской области | 26.04.1948      | сельхоз  | Бишкек             |           |
| 4  | Кан Сон-Бон                 | 21.09.1914 — 25.02.2003 | Звеньевой колхоза имени Энгельса Нижне-Чирчикского района Ташкентской области                                                 | 17.07.1951      | сельхоз  | Бишкек             | [ ГС 3 ]  |
| 5  | Кашников Василий Ильич      | 1920 — ????             | Комбайнёр Измайловской МТС Кизильского района Челябинской области                                                             | 11.01.1957      | сельхоз  | Бишкек             | [ ГС 4 ]  |
| 6  | Ким Хак-Сен                 | 15.05.1923 — ????       | Звеньевой колхоза имени Димитрова Нижне-Чирчикского района Ташкентской области                                                | 17.07.1951      | сельхоз  | Аламудунский район | [ ГС 5 ]  |
| 7  | Пак Дихен                   | 1901 — 07.08.1978       | Колхозник колхоза «Гигант» Чиилийского района Кзыл-Ординской области                                                          | 21.06.1950      | сельхоз  | Сокулукский район  | [ ГС 6 ]  |
| 8  | Пак Надежда                 | 12.07.1920 — 03.03.1993 | Звеньевая колхоза «МОПР» Каратальского района Талды-Курганской области                                                        | 28.03.1948      | сельхоз  | Бишкек             | [ ГС 7 ]  |
| 9  | Тищенко Владимир Михайлович | род. 04.02.1929         | Экскаваторщик Приаргунского горно-химического комбината Министерства среднего машиностроения СССР, Читинская область          | 29.03.1976      | атомпром |                    | [ ГС 8 ]  |
| 10 | Цой Дяим                    | 1906—1994               | Бригадир кормовой бригады колхоза «Полярная звезда» Средне-Чирчикского района Ташкентской области                             | 01.11.1951      | сельхоз  | Бишкек             | [ ГС 9 ]  |
| 11 | Цой Моисей Андреевич        | 19.04.1904 — ????       | Звеньевой колхоза имени Горького Каратальского района Талды-Курганской области                                                | 28.03.1948      | сельхоз  | Бишкек             | [ ГС 10 ] |

## Лица, лишённые звания Героя Социалистического Труда
| № | Фамилия, имя, отчество    | Даты жизни        | Деятельность                                                                                   | Дата присвоения | Дата лишения | Отрасль            | ГС       |
| - | ------------------------- | ----------------- | ---------------------------------------------------------------------------------------------- | --------------- | ------------ | ------------------ | -------- |
| 1 | Абдрахманов Турубай       | 1913 — ????       | Бригадир колхоза «Эркин» Куршабского района Ошской области                                     | 26.03.1948      | 19.07.1963   | сельское хозяйство | [ ГС 1 ] |
| 2 | Абдубочанова Куляй        | 1890 — ????       | Звеньевая колхоза «Каирма» Ворошиловского района Фрунзенской области                           | 26.03.1948      | 23.02.1952   | сельское хозяйство | [ ГС 2 ] |
| 3 | Байтурсунов Садыкул       | 1898 — ????       | Председатель колхоза «Каирма» Ворошиловского района Фрунзенской области                        | 26.03.1948      | 16.03.1950   | сельское хозяйство | [ ГС 3 ] |
| 4 | Дородный Николай Петрович | 05.05.1902 — ???? | Председатель колхоза «Красный Восток» Калининского района Фрунзенской области                  | 26.03.1948      | 19.12.1952   | сельское хозяйство | [ ГС 4 ] |
| 5 | Естебесова Шаир           | 1900 — ????       | Звеньевая колхоза «Каирма» Ворошиловского района Фрунзенской области                           | 26.03.1948      | 23.02.1952   | сельское хозяйство | [ ГС 5 ] |
| 6 | Кулбаев Маман             | 17.07.1917 — ???? | Заведующий коневодческой фермой колхоза «Киргиз-Гава» Ачинского района Джалал-Абадской области | 15.09.1948      | 09.03.1988   | сельское хозяйство | [ ГС 6 ] |
| 7 | Мамбетова Сукеш           | 1909 — ????       | Звеньевая колхоза «Каирма» Ворошиловского района Фрунзенской области                           | 26.03.1948      | 23.02.1952   | сельское хозяйство | [ ГС 7 ] |
| 8 | Сабиров Сатар             | 1923 — ????       | Бригадир колхоза «Каирма» Ворошиловского района Фрунзенской области                            | 26.03.1948      | 16.03.1950   | сельское хозяйство | [ ГС 8 ] |
| 9 | Саринова Джумагуль        | 1915 — ????       | Звеньевая колхоза «Каирма» Ворошиловского района Фрунзенской области                           | 26.03.1948      | 23.02.1952   | сельское хозяйство | [ ГС 9 ] |